# Barbara Wolf (Diplomatin)
Barbara Wolf (* 8. September 1962 in München) ist eine deutsche Diplomatin. Sie war von 2020 bis 2024 Botschafterin in der Slowakei.

## Leben
Nach dem Abitur studierte Barbara Wolf Betriebswirtschaftslehre an der Ludwig-Maximilians-Universität in München. 1987 trat sie in den Auswärtigen Dienst ein und absolvierte bis 1989 in Bonn den Vorbereitungsdienst für den höheren Auswärtigen Dienst.
Nach einem Jahr als Referentin in der Wirtschafts- und Europaabteilung des Auswärtigen Amts ging sie 1990 als Kultur- und Pressereferentin an die Deutsche Botschaft in Amman, Jordanien, und war danach von 1992 bis 1995 Referentin für europäische Sicherheitspolitik in der Politischen Abteilung des Auswärtigen Amts.
Ab 1995 arbeitete sie in Brüssel, zunächst als nationale Expertin in der Generaldirektion Außenbeziehungen bei der Europäischen Kommission und von 1997 bis 1999 als Referentin an der Ständigen Vertretung bei der Westeuropäischen Union.
Im stetigen Wechsel zwischen Auslandsverwendung und Einsatz im Auswärtigen Amt arbeitete sie von 1999 bis 2002 als stellvertretende Leiterin der Deutschen Botschaft Wilna (Vilnius), Litauen, von 2002 bis 2006 als Leiterin der Arbeitseinheit Energiepolitik in der Wirtschaftsabteilung des Auswärtigen Amts,  danach für drei Jahre als politische Referentin an der Deutschen Botschaft in Paris und von 2009 bis 2012 als Referatsleiterin Nordafrika im Auswärtigen Amt.
2012 wurde sie zur Leiterin des Vertretungsbüros der Bundesrepublik Deutschland für die Palästinensischen Gebiete in Ramallah ernannt, kehrte 2015 auf den Posten der Referatsleiterin Nordafrika im Auswärtigen Amt zurück und war von 2018 bis 2020 Generalkonsulin in Erbil, Irak.
Von Sommer 2020 bis Sommer 2024 war Wolf deutsche Botschafterin in Pressburg (Bratislava) in der Slowakischen Republik.